# Liste von Persönlichkeiten der Technischen Universität Bergakademie Freiberg
Die Liste soll – ohne Anspruch auf Vollständigkeit – einen Überblick über Personen verschaffen, die mit der TU Bergakademie Freiberg und durch Ehrenwürden, wissenschaftliche Arbeit und Lehre sowie als Absolventen verbunden sind.

## Kuratoren (1765 bis 1868)
- 1765-1769 Friedrich Wilhelm von Oppel
- 1769-1785 Adam Friedrich von Ponickau und Carl Eugenius Pabst von Ohain (nur bis 1784)
- 1784-1801 Carl Wilhelm Benno von Heynitz
- 1801-1819 Friedrich Wilhelm Heinrich von Trebra
- 1819-1821 Georg Adolf Freiherr von Gutschmid
- 1821-1838 August von Herder
- 1838-1842 Johann Carl Freiesleben
- 1842-1867 Friedrich Constantin Freiherr von Beust
- 1868 (amtierend) Ernst Rudolf von Warnsdoff

## Direktoren (1869 bis 1899)
- 1869-1871 Carl Maximilian Ehregott Edler von der Planitz (Vorsitz), Theodor Scheerer und Julius Ludwig Weisbach
- 1871 Bernhard von Cotta
- 1871-1875 Gustav Anton Zeuner
- 1875-1896 Theodor Hieronymus Richter
- 1896-1899 Clemens Winkler

## Rektoren (seit 1899)
- 1899–1901 Adolf Ledebur
- 1901–1903 Erwin Papperitz
- 1903–1905 Adolf Ledebur
- 1905–1907 Erwin Papperitz
- 1907–1909 Theodor Erhard
- 1909–1911 Emil Treptow
- 1911–1913 Richard Beck
- 1913–1915 Friedrich Ludwig Wilhelm Kolbeck
- 1915–1917 Johannes Galli
- 1917–1919 Carl Schiffner
- 1919–1920 Otto Brunck
- 1920–1922 Otto Emil Fritzsche
- 1922–1923 Friedrich Ludwig Wilhelm Kolbeck
- 1923–1924 Erwin Papperitz
- 1924–1926 Georg Brion
- 1926–1928 Paul Erich Wandhoff
- 1928–1930 Franz Kögler
- 1930–1931 Otto Brunck
- 1931–1933 Reinhold von Walther
- 1933–1935 Friedrich Schumacher
- 1935–1937 Johannes Madel
- 1937–1939 Robert Höltje
- 1939–1944 Franz Brenthel
- 1944–1945 Heinz Uhlitzsch
- 1945–1946 Friedrich Regler
- 1946–1947 Gerhard Grüß
- 1947–1949 Ernst Diepschlag
- 1949–1953 Friedrich Leutwein
- 1953–1955 Helmut Kirchberg
- 1955–1957 Otto Meißer
- 1957–1959 Helmut Härtig
- 1959–1961 Oscar Walter Oelsner
- 1961–1963 Günther Hollweg
- 1963–1965 Joachim Wrana
- 1965–1967 Karl-Friedrich Lüdemann
- 1967–1970 Johann Köhler
- 1970–1976 Dietrich Rotter
- 1976–1982 Klaus Strzodka
- 1982–1988 Hans-Heinz Emons
- 1988–1991 Horst Gerhardt
- 1991–1997 Dietrich Stoyan
- 1997–2000 Ernst Schlegel
- 2000–2008 Georg Unland
- 2008 (amtierend) Michael Schlömann
- 2008–2015 Bernd Meyer
- 2015–2025 Klaus-Dieter Barbknecht
- seit 2025 Jutta Emes

## Ehrensenatoren
- 1922 Richard Baldauf, Frederick Gleason Corning, Kurt Sorge, Ferdinand Heberlein, Otto Freiesleben
- 1923 Heinrich Funke
- 1924 Werner Hofmann, Paul Hoffmann, Konrad Piatschek, Hubert Scherkamp, Carl Müller
- 1926 Wilhelm de la Sauce, Walther Schmidt
- 1928 Karl Hold, Oscar Schleich
- 1929 Ewald Hilger, Friedrich Möller
- 1933 Kurt Bähr
- 1938 Max Wähner, Wenzel Schrems
- 1940 Heinrich Koppenberg
- 1942 Felix Warlimont, Ernst Wiegand, Heinrich Niedner
- 1943 Hanns Nathow
- 1947 Otto Emil Fritzsche, Walther Weigelt
- 1955 Anatoli N. Pochwisnew
- 1956 Wassili D. Kaschtschejew, Karl Kegel
- 1958 Gustav Aeckerlein
- 1959 Kurt Pietzsch
- 1960 Anton Lissner
- 1961 Otto Emicke
- 1963 Alexander N. Snarski
- 1965 Kurt Ebert, Zoltán Gyulay, Ludwig Mayre, Moissey Osernoi
- 1966 Otto Meißer
- 1967 Alfred Kneschke
- 1971 Erich Rammler
- 1973 Helmut Härtig
- 1982 Willi Lindenlaub
- 1985 Werner Arnold, Hans Jürgen Rösler, Herbert Krug
- 1987 Johann Köhler
- 1994 Walther Leisler Kiep
- 1995 Klaus-Ewald Holst
- 1997 Joachim Schmidt
- 2001 Ernst Schlegel
- 2003 Arno Hermann Müller, Harald Kohlstock
- 2005 Klaus-Dieter Bilkenroth, Erika Pohl-Ströher
- 2006 Dietrich Stoyan
- 2007 Peter Krüger
- 2010 Horst Gerhardt
- 2013 Ralf Reichwald
- 2015 Ulrich Groß
- 2017 Erika Krüger
- 2020 Georg Unland
- 2022 Bernd Meyer

## Ehrenbürger
Zur Würdigung von nicht der Hochschule angehörigen Personen, die sich besondere Verdienste ihn ihrem Engagement zur Förderung der Bergakademie erwerben, kann eine Ehrenbürgerschaft verliehen werden. Träger dieser Auszeichnung sind folgende Personen:
- Wiktor Petrowitsch Solowjew, Professor am Moskauer Institut für Stähle und Legierungen (MISIS), 1991
- Witali Iwanowitsch Komaschtschenko, Professor an der Moskauer Akademie für Geologische Erkundung (MGGA), 1991
- Siegfried Flach, Mineraliensammler, 2002
- Bronisław Barchański, Professor an der Berg- und Hüttenakademie Kraków, 2005
- Gerhard Tischendorf, Mineraloge, 2006
- Reinhard Schmidt, Präsident des sächsischen Oberbergamtes, 2006
- Tilo Flade, ehemaliger Geschäftsführer der Freiberg Compound Materials (FCM), 2008
- Manfred Goedecke, Geschäftsführer der Industrie- und Handelskammer Chemnitz (IHK) im Bereich Industrie/Außenwirtschaft, 2009
- Hans-Joachim Winkler, stellte wertvolle Dokumente aus dem Nachlass seines Urgroßvaters Clemens Winkler als Dauerleihgabe der TU Bergakademie zur Verfügung, 2012

## Professoren und Hochschullehrer
- Gustav Aeckerlein Professur 1928–1942
- Helmuth Albrecht Professur 1997–2024
- Johannes Bahr Professur 1954–1971
- Hans Walter Bandemer Professur 1969–1997
- Richard Beck Professur 1895–1919
- Werner Beck Professur 1958–1972
- Dietrich Bergner Professur 1978–1996
- Martin Bertau Professur 2007–
- Dietmar Besser Professur 1992–1996
- Peter Beuge Studium 1957–1962, Professur 1992–2001
- Paul Brand Professur 1992–1996
- Johann Friedrich August Breithaupt Studium 1811–1813, Professur 1826–1866
- Christoph Breitkreuz Professur 2000–2021
- Walter Brenner Professur 1993–1999
- Franz Brenthel Studium 1910–1919, Professur 1930–1946, Rektor 1939–1944
- Georg Bretthauer Professur 1992–1997
- Georg Brion Professur 1911–1938, 1947–1950, Rektor 1924–1926
- Reinhold Brückmann Studium 1840–1844, Professur 1853–1855
- Wolfgang Buchheim Professur 1950–1975
- Friedrich Gottlieb von Busse Professur 1801–1827
- Johann Friedrich Wilhelm von Charpentier Professur 1766–1785
- Walter Christian Professur 1949–1970
- Bernhard von Cotta Studium 1827–1831, Professur 1842–1874
- Joseph Czikel Professur 1952–1966
- Ernst Diepschlag Professur 1946–1953, Rektor 1947–1949
- Theodor Döring Professur 1909–1940
- Tilo Döring Studium 1952–1957, Professur 1980–1991
- Hans-Joachim Eckstein Studium 1950–1954, Professur 1966–1992
- Olaf Elicki Studium 1984–1989, Professur 2011–
- Otto Emicke Professur 1928–1946
- Margit Enke Professur 1996-
- Theodor Erhard Studium 1858–1863, Professur 1875–1912
- Eckart Flemming Studium 1952–1957, Professur 1992–1995
- Heinzjoachim Franeck Professur 1990–1996
- Michael Fritsch Professur 1992–2006
- Franz Wilhelm Fritzsche Studium 1829–1835, Professur 1856–1873
- Otto Emil Fritzsche Professur 1910–1949
- Klaus Fröhlich Professur 1979–1986
- Johannes Galli Studium 1878–1882, Professur 1906–1925, Rektor 1915–1917
- Christlieb Ehregott Gellert Professur 1766–1795
- Werner Gimm Professur 1954–1977
- Heinz Gloth Studium 1959–1964, Professur 1986–2005
- Gert Grabbert Professur 1993–2004
- Gerd Grabow Professur 1972–1995
- Heinrich Friedrich Gretschel Professur 1872–1892
- Gerhard Grüß Professur 1936–1950, Rektor 1946–1947
- Georg Gruson Professor und Direktor des Instituts für Gaserzeugung 1953–1969
- Fritz Günther Professur 1957–1959, 1966–1978
- Helmut Härtig Studium 1921–1925, Professur 1953–1967
- Detlef Hebert Professur 1997–2009
- Udo Hebisch Professur 1993 -
- Daniel Friedrich Hecht Studium 1803–1807, Professur 1816–1833
- Gerhard Heide Professur 2005–
- Klaus Hein Professur 1969–1995
- Friedhelm Heinrich Professur 1993–2005
- Heiko Heßenkemper (auch Hessenkemper) Professur 1995–
- Johann Eduard Heuchler Studium 1820–1823, Lehrer 1829–1873, Professur ab 1844
- Michael B. Hinner Professur 1997–2022
- Walter Hoffmann Professur 1923–1942
- Joachim Hofmann Studium 1952–1957, Professur 1981–1999
- Richard Hunger Professur 1953–1957
- Klaus Husemann Professur 1993–2008
- Gert Irmer Professur 2001–2009
- Dieter Janke Professur 1992–2001
- Hans Jendersie Professur 1961–1980
- August Junge Professur 1855–1869
- Karl Alfons Jurasky Professur 1941–1945
- Georg Juretzek Professur 1954–1970
- Ernst Wilhelm Just Professur 1898–1900
- Rudolf Kawalla Professur 1999 -
- Karl Kegel Professur 1918–1941, 1945–1950
- Karl Moritz Kersten Professur 1836–1847
- Helmut Kirchberg Professur 1947–1971
- Peter Klimanek Professur 1992–2001
- Alfred Kneschke Professur 1951–1957
- Franz Kögler Professur 1918–1939
- Alexander Wilhelm Köhler Studium 1773–1775, Lehrer 1786–1822
- Johann Köhler Professur 1959–1986, Rektor 1967–1970
- Fritz Ludwig Kohlrausch Professur 1913–1914
- Friedrich Kolbeck Studium 1883–1884, Professur 1896–1928
- Armin Krauße Studium 1954–1959, Professur 1987–2000
- Carl Gustav Kreischer Professur 1871–1891
- August Otto Krug, Professur 1903–1907
- Herbert Krug Studium 1948–2953, Professur 1966–1984
- Willi Krug, Privatdozent in den 1930er Jahren
- Maja Krumnacker Studium 1949–1955, Professur 1978–1991
- Wolfgang Küntscher Professur 1953–1959
- Sven Kureti Professur 2010–
- Wilhelm August Lampadius Professur 1794–1842
- Alfred Lange Studium 1925–1930, Professur 1950–1968
- Adolf Ledebur Professur 1874–1906
- Ernst Johann Traugott Lehmann Lehrer 1822–1847, Professur ab 1834
- Wolfgang Lehnert Studium 1953–1958, Professur 1992–1999
- Johann Friedrich Lempe Professur 1795–1801
- Karl Edwin Leuthold Professur 1876–1883
- Friedrich Leutwein Professur 1947–1958
- Rudolf Liebold Professur 1949–1968
- Harald Lindner Professur 1992–2003
- Karl Lohmann Professur 1993–2004
- Waldemar Lorenz Professur 1969–1984
- Paul Ludewig Professur 1916–1927
- Johannes Madel Studium 1907–1911, Professur 1924–1939, Rektor 1935–1937
- Roland Mai Studium 1954–1959, Professur 1992–1998
- Walter Mannchen Professur 1952–1971
- Hans Matschak Studium 1919–1925, Professur 1956–1966
- Eduard Maurer Professur 1925–1945
- Broder J. Merkel Professur 1993–2017
- Bernd Meyer, Studium 1969–1973, Professur 1994-, Rektor 2008–2015
- Gerald Milde (Hydrogeologie), Studium 1951–1956, Professur 1967–1975
- Helmut Mischo Professur 2011 –
- Friedrich Mohs Studium 1798–1800 bei A. G. Werner, Professur 1818–1826
- Arno Hermann Müller Professur 1958–1981
- Carl Friedrich Naumann Studium 1816–1820, Professur 1826–1842
- Constantin Naumann Studium 1819–1821, Professur 1827–1852
- Cornelius Netter Professur 1946–1954
- Karl Neubert Studium 1920–1924, Professor 1949–1966
- Alfred Neuhaus Professur 1939–1940
- Günther Nölle Professur 1971–1994
- Christian Oelsner Studium 1952–1957, Professur 1991–2000
- Carl Eugenius Pabst von Ohain Kurator 1769–1784
- Erwin Papperitz Professur 1892–1927
- Armin Petzold Professur 1971–1978
- Ludwig Pfeiffer Studium 1949–1954, Professur 1977–1993
- Hellmut von Philipsborn Professur 1929–1945
- Norbert Piatkowiak Studium 1952–1957, Professur 1993–1999
- Joachim Pilot Professur 1992–1993
- Felix Plamper Professur 2018–
- Carl Friedrich Plattner Studium 1817–1820, Professur 1842–1856
- Gottfried Porstendorfer Studium 1951–1954, Professur 1966–1990
- Gerhard Pusch Professur 1987–2006
- Erich Rammler Studium 1920–1925, Professur 1949–1966
- Lothar Ratschbacher Professur 1999–2022
- Fritz Regler Professor 1945–1947, Rektor 1945–1946
- Ferdinand Reich Studium 1816–1819, Professur 1824–1866
- Matthias Reich Professur 2006–
- Ralf Reichwald 1991–1993 Gründungsdekan der Fak. für Wirtschaftswissenschaften
- Fritz Reuter Professur 1969–1990
- Theodor Richter Studium 1843–1847, Professur 1856–1896
- Gerhard Ring Professur 1996–
- Eva-Maria Roelevink Professur 2024–
- Hans Jürgen Rösler Studium 1947–1951, Professur 1961–1985
- Gerhard Roewer Professur 1988–2005
- Gerhard Roselt Professur 1963–1981
- Paul Rosin Studium 1909–1914, a.o. Prof. 1928–1932
- Dieter Rüdiger Professur 1955–1964
- Fritz Rühs Professur 1959–1986
- Theodor Scheerer Studium 1830–1832, Professur 1848–1873
- Arnulf Schertel Professur 1896–1902
- Carl Schiffner Professur 1902–1930
- Max Carl Ludwig Schmidt Professur 1877–1890
- Reinhard Schmidt Professur 2001–
- Herbert Schneider Professur 1967–1991
- Jörg Schneider Studium 1968–1972, Professur 1992–2016
- Siegfried Schönherr Professur 1983–1993
- Heinrich Schubert Studium 1947–1952, Professur 1960–1991
- Hermann Schwanecke Professur 1949–1956
- Peter Sitz Studium 1957–1962, Professur 1993–2004
- Georg Spackeler Professur 1946–1953
- Bernd Steinbach Professur 1992–2017
- Rolf Steinhardt Professur 1969–1991
- Hermann Steinmetz Professur 1928–1928
- Richard Steinmetz, Studium 1951–1956, Professur 1978–1995
- Alfred Wilhelm Stelzner Studium 1859–1864, Professur 1874–1895
- Wolfgang Stock Professur 1967–1995
- Dietrich Stoyan Professur 1990–2006
- Otto Stutzer Professur 1913–1936
- Johannes Teubel Professur 1970–1989
- Emil Treptow Studium 1874–1878, Professur 1891–1923
- Karl-Armin Tröger Studium 1950–1955, Professur 1991–1996
- Paul Uhlich Professur 1891–1905
- Hermann Undeutsch Professur 1874–1910
- Sepp Unterricker Professur 1992–2006
- Moritz Hermann Viertel Studium 1860–1864, Professur 1875–1877
- Wolfgang Voigt Professur 1993–2016
- Otfried Wagenbreth Studium 1946–1950, Professur 1992–1994
- Georg Heinrich Wahle Professur 1883–1891
- Adolf Watznauer Professur 1953–1972
- Edwin Weber Professur 1993–2011
- Elias Wegert Professur 1992–
- Max Weidig Studium 1898–1902, Professur 1912
- Albin Weisbach Studium 1850–1853, Professur 1863–1900
- Julius Weisbach Studium 1822–1826, Professur 1836–1871
- Abraham Gottlob Werner Studium 1769–1771, Lehrer 1775–1817
- Roland Wienholz Professur 1972–1992
- Friedrich Adolf Willers Professur 1928–1934
- Paul Wilski Professur 1905–1916
- Clemens Alexander Winkler Studium 1857–1859, Professur 1873–1902
- Lothar von Wolfersdorf, Professur 1968– ca. 2004
- Joachim Wrana Professur 1951–1974
- Oskar Zdralek Professur 1938–1945
- Gustav Anton Zeuner, Studium 1848–1851
- Gustav Zouhar Professur 1961–1975

## Studenten
- Diamantino Pedro Azevedo, Studium 1986–1991
- Franz von Baader, Studium ab 1788
- Peter Beuge Studium 1957–1962, Professur 1992–2001
- Richard Baldauf, Studium 1864–1869
- Johann Friedrich August Breithaupt Studium 1811–1813, Professur 1826–1866
- Franz Brenthel Studium 1910–1919, Professur 1930–1946, Rektor 1939–1944
- Reinhold Brückmann Studium 1840–1844, Professur 1853–1855
- Leopold von Buch Studium 1790–1793
- Bernhard von Cotta Studium 1827–1831, Professur 1842–1874
- Tilo Döring Studium 1952–1957, Professur 1980–1991
- Hans-Joachim Eckstein Studium 1950–1954, Professur 1966–1992
- Fausto Elhuyar Studium 1778–1781
- Juan José Elhuyar Studium 1778–1781
- Olaf Elicki Studium 1984–1989, Professur 2011–
- Theodor Erhard Studium 1858–1863, Professur 1875–1912
- Karl Gustav Fiedler Studium um 1818
- Wilhelm Fischer Studium ab 1813
- Eckart Flemming Studium 1952–1957, Professur 1992–1995
- Johann Carl Freiesleben Studium 1790–1792
- Franz Wilhelm Fritzsche Studium 1829–1835, Professur 1856–1873
- Johannes Galli Studium 1878–1882, Professur 1906–1925, Rektor 1915–1917
- Heinz Gloth Studium 1959–1964, Professur 1986–2005
- Helmut Härtig Studium 1921–1925, Professur 1953–1967
- Georg Philipp Friedrich von Hardenberg (Novalis) Studium 1797–1799
- Daniel Friedrich Hecht Studium 1803–1807, Professur 1816–1833
- Mary Hegeler Carus Studium 1885–1886
- Konrad Heinze Studium 1963–1968 und 1969–1971
- Johann Eduard Heuchler Studium 1820–1823, Lehrer 1829–1873, Professur ab 1844
- Carl Ludwig Heusler, Studium 1808
- Friedrich Emil Heyn Studium 1886–1890 bei A. Ledebur
- Moritz Hochschild Studium 1902–1905, Promotion 1921
- Joachim Hofmann Studium 1952–1957, Professur 1981–1999
- Dagmar Hülsenberg, Studium 1960–1965
- Julius Ambrosius Hülße Studium 1830–1834
- Alexander von Humboldt Studium 1791–1792
- Herbert Jobst Studium in den 1950ern
- Johann Gottfried Keßler Studium beendet 1778/79
- Alexander Wilhelm Köhler Studium 1773–1775, Lehrer 1786–1822
- Theodor Körner Studium 1808
- Friedrich Kolbeck Studium 1883–1884, Professur 1896–1928
- Armin Krauße Studium 1954–1959, Professur 1987–2000
- Herbert Krug Studium 1948–2953, Professur 1966–1984
- Maja Krumnacker Studium 1949–1955, Professur 1978–1991
- Alfred Lange Studium 1925–1930, Professur 1950–1968
- Wolfgang Lehnert Studium 1953–1958, Professur 1992–1999
- Carl Immanuel Löscher Studium 1775–1777
- Johannes Madel Studium 1907–1911, Professur 1924–1939, Rektor 1935–1937
- Gan, Luo Studium 1956–1962
- Roland Mai Studium 1954–1959, Professur 1992–1998
- Hans Matschak Studium 1919–1925, Professur 1956–1966
- Kurt Merbach Studium ab 1856
- Bernd Meyer, Studium 1969–1973, Professur 1994–, Rektor 2008–2015
- Friedrich Mohs Studium 1798–1800 bei A. G. Werner, Professur 1818–1826
- Frank Mücklich Studium 1980–1985
- Carl Hermann Müller Studium 1841–1845, 1907 erster Ehrendoktor der Bergakademie
- Hermann Eugen Müller Studium 1897–1901
- Carl Friedrich Naumann, Studium 1816–1820, Professur 1826–1842
- Constantin Naumann Studium 1819–1821, Professur 1827–1852
- Curt Adolph Netto Studium 1864–1869
- Karl Neubert Studium 1920–1924, Professor 1949–1966
- Fürchtegott Leberecht von Nordenflycht Studium 1778–1780
- Christian Oelsner Studium 1952–1957, Professur 1991–2000
- Ludwig Pfeiffer Studium 1949–1954, Professur 1977–1993
- Norbert Piatkowiak Studium 1952–1957, Professur 1993–1999
- Jana Pinka Studium 1983–1988
- Carl Friedrich Plattner Studium 1817–1820, Professur 1842–1856
- Gottfried Porstendorfer Studium 1951–1954, Professur 1966–1990
- Georg Friedrich Prinz von Preußen Studium 1996–2000
- Erich Rammler Studium 1920–1925, Professur 1949–1966
- Ferdinand Reich Studium 1816–1819, Professur 1824–1866
- Theodor Richter Studium 1843–1847, Professur 1856–1896
- Hans Jürgen Rösler Studium 1947–1951, Professur 1961–1985
- Ronny Rößler Studium 1987–1992
- Paul Rosin Studium 1909–1914, a.o. Prof. 1928–1932
- Helmut Routschek Studium 1954–1959
- Theodor Scheerer Studium 1830–1832, Professur 1848–1873
- Friedrich von Schenk Studium ab 1808
- Johann Friedrich Scheuchler Studium bis 1775
- Jörg Schneider Studium 1968–1972, Professur 1992–
- Heinrich Schubert Studium 1947–1952, Professur 1960–1991
- Friedrich Wilhelm Schwamkrug Studium 1826–1830
- Peter Sitz Studium 1957–1962, Professur 1993–2004
- Johann Gottfried Steinhäuser, Studium 1787–1788
- Richard Steinmetz, Studium 1951–1956, Professur 1978–1995
- Alfred Wilhelm Stelzner Studium 1859–1864, Professur 1874–1895
- Emil Treptow Studium 1874–1878, Professur 1891–1923
- Moritz Hermann Viertel Studium 1860–1864, Professur 1875–1877
- Otfried Wagenbreth Studium 1946–1950, Professur 1992–1994
- Max Weidig Studium 1898–1902, Professur 1912
- Christian Samuel Weiß Studium 1802–1803
- Albin Weisbach Studium 1850–1853, Professur 1863–1900
- Julius Ludwig Weisbach Studium 1822–1826, Professur 1836–1871
- Philipp Wende Studium 2005–2013
- Ralf Werneburg Studium 1978–1983
- Abraham Gottlob Werner Studium 1769–1771, Lehrer 1775–1817
- Clemens Alexander Winkler Studium 1857–1859, Professur 1873–1902
- Gustav Anton Zeuner, Studium 1848–1851
- Gustav Zouhar, Studium 1958–1963